# ستيف سيمبسون (لاعب دوري الرغبي)
ستيف سيمبسون (بالإنجليزية: Steve Simpson)‏ هو لاعب دوري الرغبي أسترالي، ولد في 27 سبتمبر 1979 في مايتلاند في أستراليا.